# Duale Zustellung
Duale Zustellung ist eine Verwaltungspraxis österreichischer Behörden, Dokumente vorrangig an ein elektronisches Postfach des Empfängers zu übermitteln und nur nachrangig die klassische Briefpost zu benutzen. Die Übermittlung nach den Vorgaben des österreichischen Zustellgesetzes ist dabei ebenso rechtswirksam wie die postalische Zusendung und gegebenenfalls nachweisbar wie ein Rückscheinbrief der Stufen RSa oder RSb.
Als dual wird das Verfahren bezeichnet, weil die Zustellung vom behördlichen Absender zunächst unabhängig vom Übermittlungsweg eingeleitet und an einen zugelassenen Dienstleister übergeben wird, der anhand des sogenannten Zustellkopfes die Erreichbarkeit des Adressaten über ein zentrales elektronisches Postfach prüft. Ist diese gegeben, wird das Dokument elektronisch zugestellt und kann unter Nutzung der Bürgerkarte abgerufen werden. Empfänger ohne elektronisches Postfach erhalten das Schreiben dagegen per Briefpost, ohne dass der behördliche Absender dies nochmals gesondert beauftragen muss. Aus Behördensicht erfolgt der duale Versand also über eine einheitliche Schnittstelle und verlangt keine aufwendige Differenzierung.
Die duale Zustellung ist im Zustellgesetz nicht gesondert verankert, findet ihre Grundlage aber in Verbindung der Regelungen zur „physischen Zustellung“ (§ 13 ff.) mit denen der „elektronischen Zustellung“ (§ 28 ff.).